# Rosa Mayreder
Rosa Mayreder (Viena, 30 de novembre de 1858 - 19 de gener de 1938) va ser una lliurepensadora, escriptora, pintora, música i feminista austríaca.

## Biografia
Rosa Obermayer va créixer en el si d'una família de classe burgesa. Era la filla de Franz Arnold Obermayer, un acabalat propietari de restaurants i taverner, i de la seva segona esposa Marie. Va formar part d'una família nombrosa ja que va arribar a tenir 12 germans. El seu pare era un home conservador tot i que creia en la importància que les seves filles rebessin educació formal, per això Rosa Obermayer durant anys va rebre classes de piano, francès i pintura.

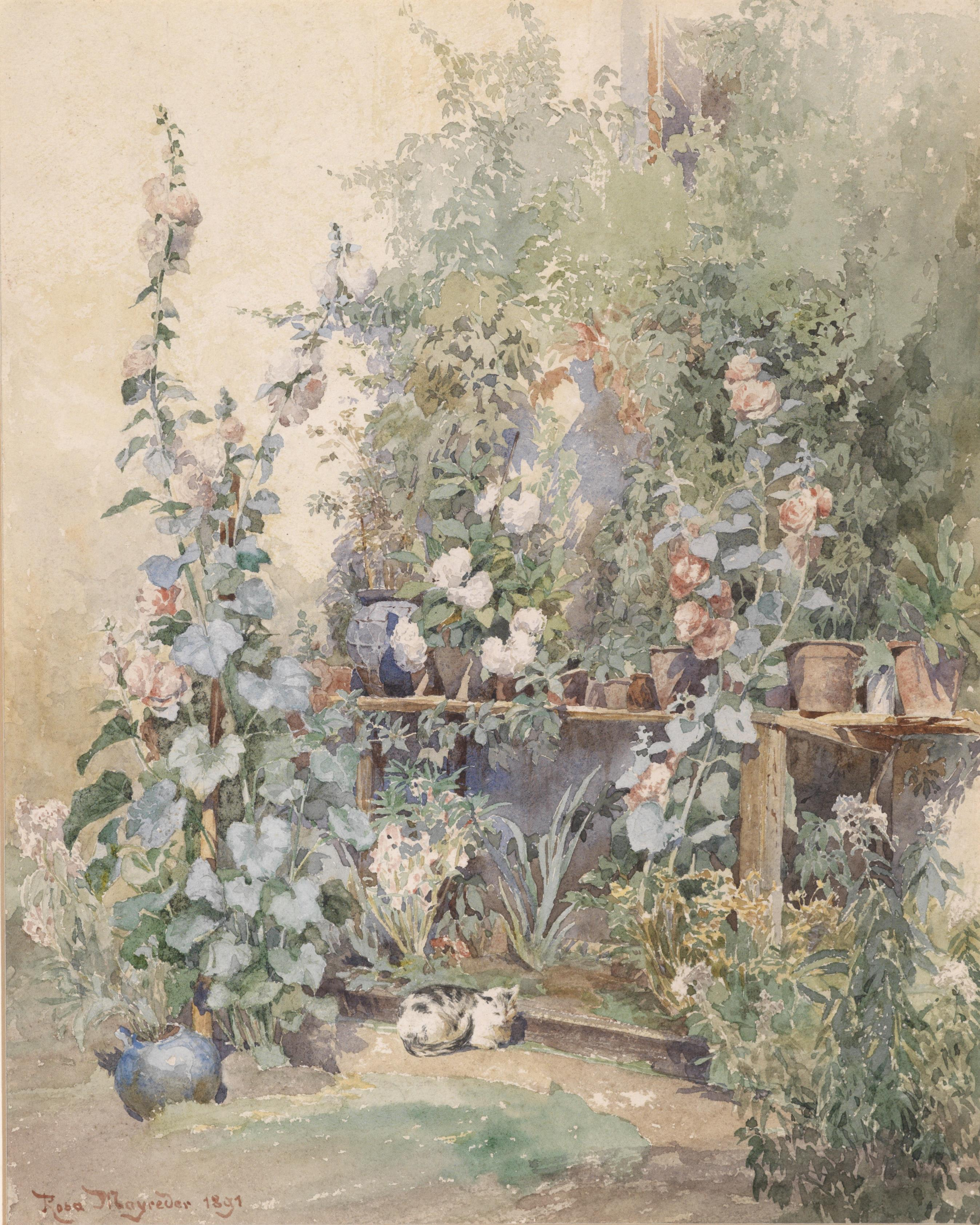
Gartenstilllben mit Kätzchen, 1891

Gràcies a les classes que va rebre, Rosa Obermayer va destacar notablement en les arts de la música i la pintura, però en les qüestions per les quals sentia més curiositat, com la literatura i la filosofia, va haver de formar-se pel seu compte a través de la lectura de llibres que aconseguia, esdevenint una gran autodidacta. També va aprendre grec i llatí perquè el seu pare li va permetre assistir a les classes que rebia un dels seus germans. El seu interès per la literatura la va portar a escriure un diari on va narrar la seva vida des de la seva joventut fins a la seva mort. També va escriure poemes, novel·les i textos filosòfics on va plasmar tot allò que havia anat aprenent i els seus pensaments. Va arribar fins i tot a escriure un llibret d'òpera. Des dels seus primers escrits comença a mostrar-se en contra del confinament que el cos de la dona patia per mandat social com es reflecteix en cites com aquesta:
| « | La meva ira en contra de la cotilla com a eina de condicionament va augmentar fins a tal punt que als divuit anys simplement vaig deixar d'usar-la. | » |

Durant el seu període d'estudiant conegué l'arquitecte Karl Mayreder i, després de quatre anys de relació, l'any 1881 es van casar. Durant el seu matrimoni no van tenir fills. En una ocasió va patir un avortament que li va provocar una depressió de la qual tracta en el seu diari personal. En la dècada del 1890, Rosa Mayreder s'uneix a l'ala radical del moviment feminista ciutadà, i comença a seguir el lema: «Cap a la llibertat i la felicitat a través del coneixement».
Mayreder va formar part del cercle de l'activista pels drets de la dona Marie Lang a Viena i va poder reunir-se en ocasions amb Rudolf Steiner, Hugo Wolf i Friedrich Eckstein. Amb Hugo Wolf va mantenir una relació més propera i va ser amb qui va desenvolupar el seu llibret d'òpera anomenat Der Corregidor.
Mayreder va destacar en el camp de la pintura, per aquesta raó, l'any 1891 les seves aquarel·les van ser exhibides al Künstlerhaus de Viena. Dos anys després de la seva exposició, al costat de diferents personalitats com Auguste Fickert, Marie Lang i Marianne Hainisch, va fundar la Federació d'Organitzacions de Dones Austríaques, de la qual va ser elegida presidenta fins a l'any 1918. Mayreder publicà dues obres que van tenir gran repercussió que es van traduir a l'anglès: Zur Kritik der Weiblichkeit («Sobre la crítica de la feminitat») l'any 1905, i Geschlecht und Kultur («Gènere i cultura») l'any 1923.
Durant la Primera Guerra Mundial, la filòsofa es va comprometre amb la Lliga Internacional de Dones per la Pau i la Llibertat.
Des de l'any 1912, Karl Mayreder va patir una depressió que la va acompanyar fins a la seva mort. Aquesta malaltia, que va ser supervisada per multitud d'especialistes, va debilitar el seu matrimoni i l'autoestima de Rosa Mayreder ja que va ser culpada per la malaltia del seu marit. Karl Mayreder morir el 10 de setembre de 1935. Rosa Mayreder va morir a Viena el 19 de gener de 1938.

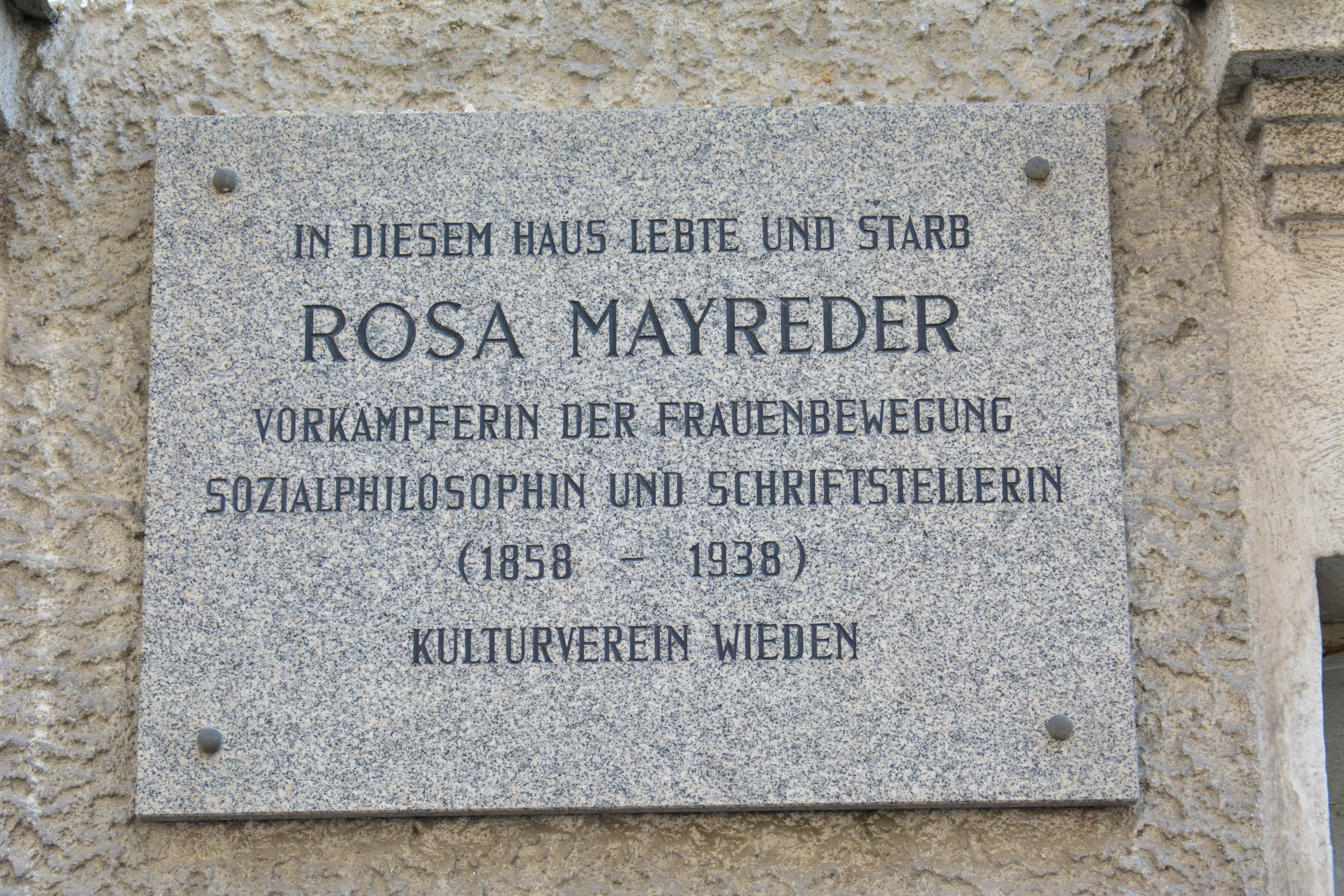

## Pensament
Per a Mayreder, tot el que es considera típicament «femení» o «masculí» és només una norma cultural que no pot pretendre configurar la naturalesa de l'home ni de la dona. L'individu i el seu desenvolupament intel·lectual tenen molt més valor que la qüestió de gènere. Per a Rosa Mayreder hi ha un «ideal humà» que tothom ha d'intentar assolir, ja sigui home o dona. L'autora estava al corrent dels darrers coneixements de la medicina de la seva època i els tenia en compte:
| « | Durant molt de temps, s'ha buscat en el cervell el factor determinant per a la diferència entre sexes i s'ha cregut trobar-hi diferents indicis. Però avui en dia ja no es pot posar en dubte que els cervells humans manifesten simplement les diferències individuals, i no les sexuals. | » |

Com més desenvolupada està la personalitat de l'ésser humà, menys motius hi ha perquè les característiques sexuals passin a un primer pla. És per això que cal ser capaços de superar les perspectives dictada per les convencions.
| « | Que una personalitat femenina tingui un efecte sobre nosaltres diferent del d'una masculina no rau tant en el que és, sinó en com és. | » |

Mayreder es va estendre sobre aquest tema quan el 1903 Otto Weininger va publicar Geschlecht und Charakter. En aquesta obra s'afirmava que «fins i tot l'home de més baixa condició està infinitament per sobre de la dona de categoria elevada». Aquestes afirmacions van fer que l'autora es manifestés en contra considerant-les discriminatòries. Mayreder es va centrar en la lluita per la igualtat entre homes i dones. Va dedicar part de la seva vida al feminisme i a la lluita pels drets de les dones. Els seus treballs es van centrar en incitar els individus a seguir la seva veritable personalitat sense tenir en compte els rols de gènere imposats per la societat. La diversitat de textos mostra la varietat de temes que desenvolupà i els seus ideals. Els seus llibres prenen la forma d'assajos, més que no pas de tractats sistemàtics. A Geschlecht und Kultur exposa: «En els fets i les accions d'un ésser humà és on es veu realment la persona; en el que pensa i diu de si mateix el seu jo reflexiu, que només quan està controlat per un cert grau de comprensió de l'essència primària, d'autoconeixement, posseeix certa seguretat […] Es pot dir que l'harmonia interior i exterior de la vida és, per a l'individu, proporcional a la relació que té el seu jo reflexiu amb la seva persona real».

## Obra publicada

### Assaigs
- Zur Kritik der Weiblichkeit. Essays. Diederichs, Jena 1905/1907/1922
- Zur Kritik der Weiblichkeit. Essays. Mandelbaum, Wien 1998; Neuausgabe mit einem Nachwort von Eva Gerber
- Der typische Verlauf sozialer Bewegungen. Vortrag, gehalten am 9. Mai 1917 in der Soziologischen Gesellschaft zu Wien. Anzengruber, Wien 1917; Neuausgabe: Braumüller, Wien 1926
- Die Frau und der Internationalismus. Frisch, Wien 1921
- Geschlecht und Kultur. Essays. Diederichs, Jena 1923 Neuausgabe, hrsg. von Eva Geber. Mandelbaum/AUF-edition, Wien 1998
- Askese und Erotik. Essays. Diederichs, Jena 1926 Neuausgabe (Ideen der Liebe, Krise der Ehe), hrsg. von Tatjana Popović. Verlag am Goetheanum, Dornach 2001
- Ideen der Liebe. Diederichs, Jena 1927
- Mensch und Menschlichkeit. Braumüller, Wien 1928
- Die Krise der Ehe. Diederichs, Jena 1929
- Der letzte Gott. Cottasche Buchhandlung, Stuttgart 1932 Neuausgabe, hrsg. von Tatjana Popović, mit einer Einleitung von Hermann Böhm. Böhlau, Wien 2008
- Die Krise der Väterlichkeit. Auszüge aus Schriften Rosa Mayreders, hrsg. von Käthe Braun-Prager. Stiasny, 1963
- Zur Kritik der Weiblichkeit. Essays Auszüge, hrsg. von Hanna Schnedl-(Bubenicek). Frauenoffensive, München 1982 Erweiterte Neuausgabe, hrsg. von Eva Geber. Mandelbaum/AUF-edition, Wien, 1998 Neuauflage, hrsg. von Eva Geber. Mandelbaum, Wien, 2018, ISBN 978-3-85476-559-2.
- Rosa Mayreder oder Wider die Tyrannei der Norm. Auszüge, hrsg. von Hanna (Schnedl)-Bubenicek. Böhlau, Wien 1986

### Narrativa
- Aus meiner Jugend (3 Novellen). Pierson, Dresden 1896; 2. Auflage: Heller, Wien 1908 Neudruck der Novelle Sonderlinge: Hillger, Berlin 1921
- Übergänge (Novellen). Pierson, Dresden 1897; 2. Auflage: Heller, Wien 1908
- Idole. Geschichte einer Liebe. S. Fischer, Berlin 1899
- Pipin. Ein Sommererlebnis. Seemann, Leipzig 1903; 2. Auflage: Heller, Wien 1908
- Fabeleien über göttliche und menschliche Dinge. Anzengruber, Wien 1921 Neuausgabe zum 155. Geburtstag Mayreders, hrsg. unter Beigabe von Zeitdokumenten, mit Anmerkungen und Erläuterungen versehen von Simone Stefanie Klein. edition libica, Wien 2013, ISBN 978-3-9503701-0-2.
- Traugott Wendelin (vorm. Sonderlinge). Eine Novelle von Rosa Mayreder, hrsg. Tatjana M. Popović, in BOD (Books on Demand), Norderstedt/Germany, Juni/August 2015

### Llibret
- Der Corregidor. Oper. Musik (1895/96): Hugo Wolf. UA 1896. – Neufassung (1896/97). UA 1898

### Teatre
- Anda Renata. Mysterium in zwei Teilen (zwölf Bildern). Krey, Wien 1932
- Diana und Herodias. Ein mythisches Spiel. Privatdruck 1937

### Aforismes i poemes
- Gaben des Erlebens. Aphorismen, Darmstädter Verlag 1935
- Aschmedais Sonette an den Menschen. Privatdruck 1937 Neuausgabe zum 160. Geburtstag Mayreders, hrsg. unter Beigabe von Illustrationen und einem philosophischen Essay von Simone Stefanie Klein. edition libica, Wien 2018, ISBN 978-3-903137-21-9.

### Memòries, diaris i cartes
- Briefe an Rosa Mayreder von Hugo Wolf. Nachwort von Rosa Mayreder. Rikola Verlag 1921
- Das Haus in der Landskrongasse. Jugenderinnerungen Hrsg. von Käthe Braun-Prager. Mensa, Wien 1948 Hrsg. von Eva Geber. Mandelbaum/AUF-Edition, 1998
- Tagebücher 1873–1937. Hrsg. von Harriet Anderson, Insel, Frankfurt 1988
- Mein Pantheon. Lebenserinnerungen, hrsg. von Susanne Kerkovius, Dornach 1988
- Meine theuren, fernen Freundinnen. Briefe an Ellen Kleman und Klara Johanson, hrsg. von Karin Bang. Text & Kontext, Kopenhagen 2004